# Love Affair
För musikalbumet av Sophie Zelmani, se Love Affair (musikalbum).
Love Affair, brittiskt popband bildat i London, England 1966. Medlemmar i Love Affair var Stephen Ellis (sång), Rex Brayley (leadgitarr), Lynton Guest (keyboards), Michael Jackson (basgitarr), och Maurice Bacon (trummor). 
Gruppen fick sin största hit 1968 med låten "Everlasting Love" som låg etta i Storbritannien. "Rainbow Valley" släpptes sedan och nådde plats fem. Gruppen hade mindre hits i Sverige med "A Day Without Love", "Bringing On Back the Good Times" och "Help, Get Me Some Help".

## Bandmedlemmar
- Steve Ellis (född Stephen John Ellis, 7 april 1950, Edgware, London) – sång (1967–1971)
- Rex Brayley (född Rex Charles Brayley, 3 januari 1948, London) – gitarr (1967–1971)
- Lynton Guest (född 28 november 1951, Leicester – keyboard (1967–1968)
- Morgan Fisher (född Stephen Morgan Fisher, 1 januari 1950, Mayfair, London) – keyboard (1968–1971)
- Maurice Bacon (född 26 januari 1952, Southgate, London) – trummor (1967–1971)
- Mick Jackson (född Michael Jackson, 27 januari 1950, Bradford, Yorkshire) – basgitarr (1967–1971)

## Diskografi
Studioalbum
- Everlasting Love Affair (1968)
- New Day (1971)

Singlar
- "She Smiled Sweetly" / "Satisfaction Guaranteed" (1967)
- "Everlasting Love" / "Gone Are The Songs Of Yesterday" (1967) (#1 på UK Singles Chart)
- "Rainbow Valley" / "Someone Like Me" (1968) (#5)
- "A Day Without Love" / "I'm Happy" (1968) (#6)
- "One Road" / "Let Me Know" (1969) (#16)
- "Bringing On Back The Good Times" / "Another Day" (1969) (#9)
- "Baby I Know" / "Accept Me For What I Am" (1969)
- "Speak Of Peace, Sing Of Joy" / "Brings My Whole World Tumbling Down" (1970)

Samlingsalbum
- No Strings (2000)
- The Best of the Good Times (2001) (Inkluderar tre tidigare outgivna spår genom Ellis)
- The Love Affair Superhits (2010)